# Tomoxia spinifer
Tomoxia spinifer es una especie de coleóptero de la familia Mordellidae.

## Distribución geográfica
Habita en México, Guatemala, Nicaragua, Costa Rica y Sudamérica.